# Мої любі
«Мої любі» (рос. «Мои дорогие») — український радянський художній фільм 1975 року, мелодрама режисера Ярослава Лупія.

## Сюжет
Чотири сестри працюють доярками. По-різному склалося їх особисте життя, але всі вони закохані у свою справу. 

## У ролях
- Любов Соколова
- Ірина Буніна
- Люсьєна Овчинникова
- Тетяна Сигарьова
- Роман Громадський
- Михайло Кононов
- Володимир Меньшов
- Юрій Бєлов
- Микола Смирнов
- Микола Сльозка
- Ірина Корабльова
- Олена Кузнєцова
- Франческа Перепльотчикова

## Творча група
- Сценарій: Віра Кудрявцева
- Режисер-постановник: Ярослав Лупій
- Оператори-постановники: Геннадій Карюк, Віктор Крутін
- Композитор: Леонід Афанасьєв